# 芸能リポーター
芸能リポーター（げいのうリポーター）は、芸能人に関した取材を専門とし、記者会見で芸能人などに質問をする記者。

## 概要
1970年代中盤から、ワイドショーにてイエロー・ジャーナリズムである芸能ゴシップの扱いが増えた事により、スポーツ紙や週刊誌の芸能担当記者から転身する場合が多い。番組の「芸能デスク」の役職につくリポーターもいて、芸能デスクは取材リポーターよりコメンテーターとしての側面が強い。
芸能リポーターの第一人者は、「ヤングレディ」の記者であった梨元勝であり、梨元が1976年に『アフタヌーンショー』（NETテレビ）にヤングレディの編集長から推されて出演後、局内から評判がよかったため、テレビ局との専属契約を結び、自ら取材して芸能ジャーナリズム語る人間だと回想している。
2000年代以降、ワイドショーが芸能ニュースのラインナップの扱いが少なくなり、既存番組が打ち切りになり、呼称もTBSビデオ問題以降、民放キー局のワイドショーが「情報番組」に替わって生活情報や政治、経済を扱う構成に変化して行った。
理由としては、テレビ局の番組制作費削減の煽りを受けて、芸能部門のスタッフを削減した、ワイドショー（情報番組）のキャスター、チーフプロデューサーが芸能ゴシップの扱いが好みでないと言う部分も番組演出に影響している部分がある。
2016年（平成28年）に井上公造が自社の所属レポーターである駒井千佳子、長谷川まさ子との鼎談の際、「芸能リポーター不要論」について「やはり視聴者や読者の皆様がいて、反対側に芸能人が居るので、その間をつなぐ存在が、媒体なので、芸能界と視聴者の人をつなぐのは、たぶん僕らのお仕事なんじゃないかな」と否定的に考えている。
テレビ批評で知られる作家の麻生千晶は、梨元のように携帯サイトを運営。また、井上は携帯サイト以外にインターネットテレビにて番組を設け、主な活動の場をテレビ番組から移す動きも見られる。そのため、民放在京キー局のワイドショーでの芸能リポーターの出演機会が減って行ったため、芸能リポーターは準キー局や基幹局が所在する西日本地域にて出演する機会が増えた。その傾向は以前と比べて強まっている。これには取材に充てる時間が減るというデメリットがある一方、在京テレビ局では様々なしがらみから話すことができない話題でも話せるというメリットがある。藤原紀香と陣内智則の結婚話も、福岡の民放で最初に触れられたのが、その例である。しかし、2016年時点では、準キー局や基幹局で喋っても場合によっては、ポータルサイトのネットニュースの記事になるので、それを意識して喋ってるとも明かしている
また、ナインティナインの岡村隆史が、芸能リポーターと仕事した際、彼らの業界ルールとして「完全なる年功序列」の世界で、ベテランリポーターほど取材対象者の近くで話が聞ける一方、若手リポーターは、だいぶ離れた場所からインタビューすることになり、マイクの持ち方などにも事細かなルールがあり、取材対象者に質問することさえ許されないと明かしている。ルールを破った場合、リポーターの先輩たちが激怒されるそうで、そのため、若手は早く取材現場に着いても、機会を譲らざるを得ない状況なのだと言われている。
長谷川曰く、芸能リポーターは第三世代ぐらいまであり、第一世代は、梨元・鬼沢、第二世代は井上、第三世代は駒井・長谷川がおり、「我々はペーペーになっちゃう。いつまで経っても誰も入ってこないのでペーペー」という。また、芸能リポーターは仕事がキツいために辞めてしまう人が多いと語っている。井上と駒井は、昔は大勢いた芸能リポーターも現在10人くらいしか残っていない。若い世代もなりたがらずテレビ局も育てようしない。昔は仁義なき暴露合戦も行われていたが最近では芸能人に優しいリポーターが増えた反面「スーパースターが生まれなくなった」と話していた。

## 主な芸能リポーター
KOZOクリエイターズ所属
- 井上公造
- 駒井千佳子
- 長谷川まさ子
- あべかすみ
- 菊池真由子
- 中西正男

フジテレビ専属契約
- 前田忠明（芸能デスク）
- 平野早苗
- 横野レイコ

芸能プロダクション所属
- 石川敏男 - オフィスBIN所属
- 川内天子 - マネジメント所属は圭三プロダクション所属
- 城下尊之 - KIE所属
- みといせい子
- 間宮久美子 - A3プロデュース所属
- 山崎寛代
- 二田一比古
- 梨元麻里奈 - オフィス梨元所属

物故者
- 梨元勝
- 福岡翼
- 鬼沢慶一
- 須藤甚一郎
- 武藤まき子